# جيمس بي. ديفيس (مغني)
جيمس بي. ديفيس (بالإنجليزية: James B. Davis)‏ هو مغني أمريكي، ولد في 6 يونيو 1916، وتوفي في 17 أبريل 2007.

## وصلات خارجية
- جيمس بي. ديفيس على موقع ميوزك برينز (الإنجليزية)
- جيمس بي. ديفيس على موقع ديسكوغز (الإنجليزية)